# Jajoi-kor

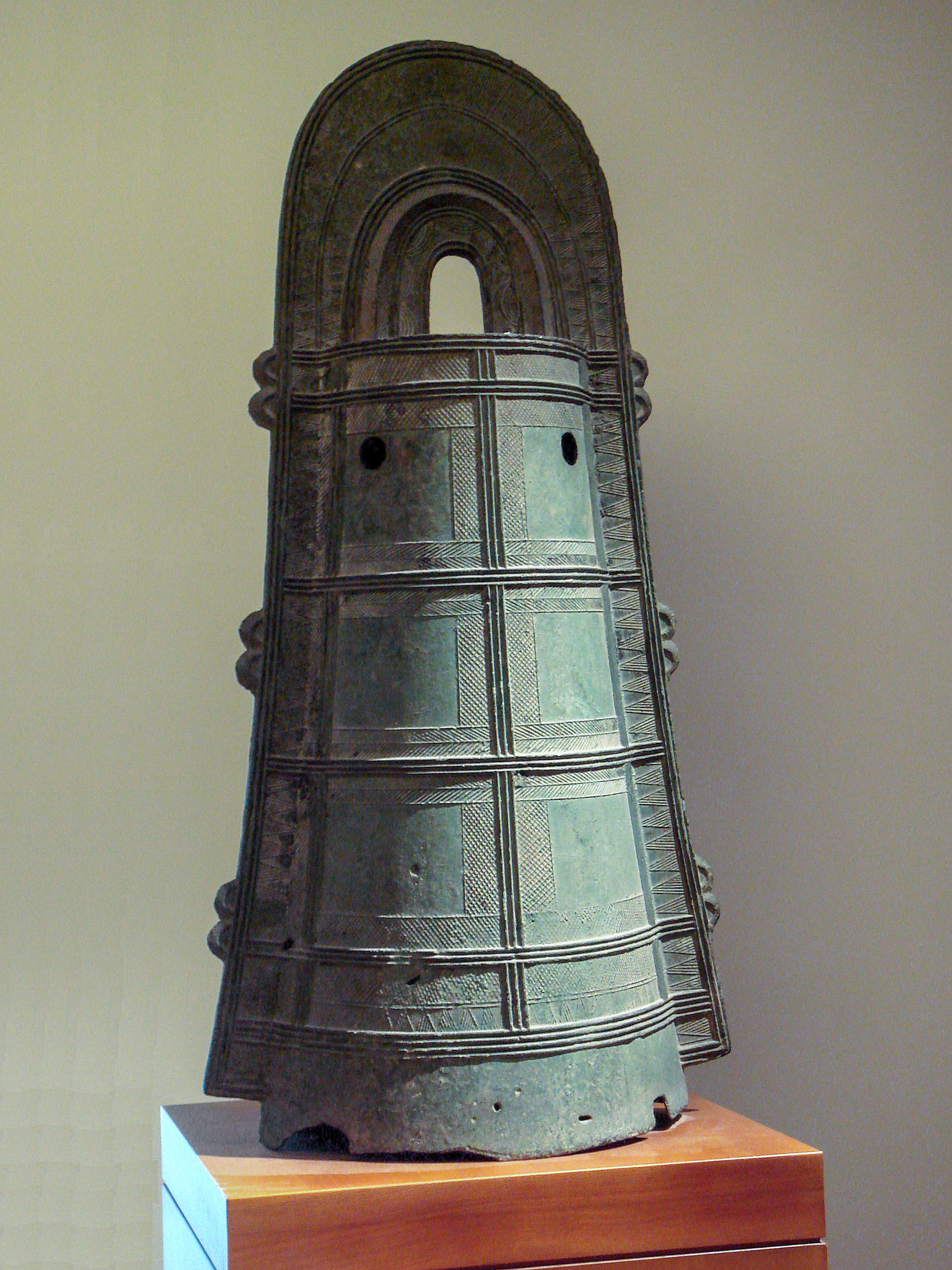
Dótaku az i. sz. 3. századból

A Jajoi-kor (弥生時代, Jajoi dzsidai, Hepburn-átírással: Yayoi jidai) a csiszoltkő-korszak (Dzsómon-kor) utáni prehistorikus kor Japán történelmében kb. i. e. 300-tól i. sz. 300-ig. Tokió egyik városrészéről nevezték el, ahol az első leletek előkerültek. Öntözéses rizstermesztés, bronz- és vaseszközök és -fegyverek, üveg- és jádeékszerek, másodlagos temetkezés (a kiásott csontokat vörösre festve korsókba helyezték), illetve urnatemetkezés, továbbra is zsúpfedelű veremházak, praktikusabb, de a Dzsómon-korinál dísztelenebb agyagedények, rituális bronztükrök és dótakuk jellemzik, utóbbiak a japán régészeti leletek legnevezetesebbikei közé tartoznak: 10–130 cm magas rituális bronzcsengők, illetve -harangok, amelyekből több mint 400 került elő országszerte, öntött mintáik embereket, állatokat, vadászjeleneteket, rizsfeldolgozást ábrázolnak. Kjúsú szigetén keresztül már ekkor koreai (kínai) hatások érkeztek, s a korabeli kínai dinasztiakrónikák több „országot” (kuni) emlegetnek, melyeknek nagy része fölött a Jamatainak nevezett uralkodik.